# Acacia miersii
Acacia miersii é uma espécie de leguminosa do gênero Acacia, pertencente à família Fabaceae.